# Vickers E.S.1

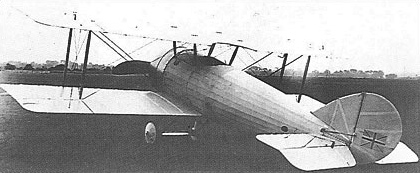

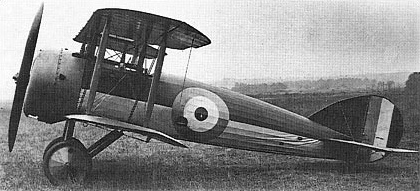

Vickers E.S.1 là một trong những loại máy bay tiêm kích đầu tiên của Anh trong Chiến tranh thế giới I.

## Quốc gia sử dụng
Anh Quốc
- Quân đoàn Không quân Hoàng gia

## Tính năng kỹ chiến thuật (E.S.1 Mk II, động cơ Clerget)
Dữ liệu lấy từ Vickers Aircraft since 1908 
Đặc điểm tổng quát
- Kíp lái: 1
- Chiều dài: 20 ft 3 in (6,17 m)
- Sải cánh: 24 ft 5½ in (7,46 m)
- Chiều cao: 8 ft (2,44 m)
- Diện tích cánh: 215 sq ft (20 m²)
- Trọng lượng rỗng: 981 lb (446 kg)
- Trọng lượng có tải: 1.502 lb (683 kg)
- Động cơ: 1 × Clerget, 110 hp (82 kW)

 Hiệu suất bay 
- Vận tốc cực đại: 112 mph (97 knot, 180 km/h) trên mực nước biển
- Trần bay: 15.500 ft (4.730 m)
- Vận tốc lên cao: 1.000 ft/phút (5,1 m/s)
- Thời gian bay: 2 h
- Lên độ cao 10.000 ft (3.050 m): 18 phút

Trang bị vũ khí

- Súng: 1× Súng máy Vickers .303 in